# Synchita uralensis
Synchita uralensis là một loài bọ cánh cứng trong họ Zopheridae. Loài này được Mamaev miêu tả khoa học năm 1977.